# Buttpedden
Buttpedden ist eine alte Fischfangtechnik aus Ostfriesland. Sie wurde vornehmlich von Frauen betrieben. Sie ist in ihrer Anwendung dem Buttgrabbeln ähnlich.
Die Bezeichnung ist eine Zusammensetzung des Begriffs Butt, mit dem in Ostfriesland verschiedenste Arten von Plattfischen bezeichnet werden, sowie des niederdeutschen Wortes pedden, das treten bedeutet.
Um Butt, Scholle und andere Plattfische zu fangen, begaben sich die Fischerinnen bei Einsetzen der Ebbe barfuß in das Wattenmeer. Dort suchten sie die Priele auf, in denen sie die Tiere vermuteten. Hatten sie diese aufgespürt, näherten sie sich den Plattfischen mit äußerster Vorsicht, um dann schnell auf sie zu treten und sie so mit den Füßen zu fixieren. Anschließend spießten die Fischerinnen den Plattfisch mit einem Dreizack auf. Das führte häufig zu Verletzungen auch der Fischerinnen, so dass diesen häufig eine oder mehrere Zehen fehlten. In Ditzum wurde zur Erinnerung an die Wattfischerinnen ein Denkmal aufgestellt.